# Eloria jocosa
Eloria jocosa är en fjärilsart som beskrevs av Paul Dognin 1923. Eloria jocosa ingår i släktet Eloria och familjen tofsspinnare. Inga underarter finns listade i Catalogue of Life.